# Copa Interclubes de la Uncaf
La Copa Interclubes de la Uncaf fue la máxima competición de fútbol a nivel de clubes de la región de América Central. En ella participaban los mejores equipos de los países afiliados a la Uncaf.

## Formato
Competían para definir al campeón de Centroamérica; y desde la edición de 1999 también competían por lugares para la Copa de Campeones de la Concacaf. Se emparejan todos los equipos en una organización de llaves, se enfrentan en partidos de ida y vuelta y los ganadores en el marcador global avanzan a la siguiente ronda. Los partidos en casa y de visita se definen por medio de un sorteo.
| Cupos a la Copa de Campeones de la Concacaf                                                |                                   |                                            |
| Plazas                                                                                     | Edición de Copa Interclubes UNCAF | Clasificación a Copa de Campeones Concacaf |
| 3 Plazas                                                                                   | 1999 2000                         | 1999 2000                                  |
| No hubo Copa de Campeones de la Concacaf 2001 debido a la Copa de Gigantes de la Concacaf. |                                   |                                            |
| 6 Plazas                                                                                   | 2001 2002                         | 2002 2003                                  |
| 3 Plazas                                                                                   | 2003 2004 2005 2006 2007          | 2004 2005 2006 2007 2008                   |

En 2007 fue la última edición ya que se le dio importancia a la nueva Liga de Campeones de la Concacaf.

### Equipos participantes
En cada país clasifican dos. Estos son los campeones de los torneos de Apertura y Clausura. También clasificaba el campeón y el subcampeón de la edición anterior. Si por alguna razón el campeón de Apertura es también el de Clausura clasifica el subcampeón que haya acumulado más puntos en liga.

## Historia

Centroamérica en el continente.

### Torneo Grandes de Centroamérica
Tras la desaparición de los torneos de clubes a nivel centroamericano en 1983, pasaron 13 años hasta que las federaciones del istmo tomaran de nuevo la iniciativa de tener otra vez un campeonato en la región, el certamen de la Copa de Campeones de la Concacaf seguía sin reunir la suficiente competencia, interés económico y deportivo que por sí solo debía tener, así que de nueva cuenta, en Centroamérica se quiso instaurar una competición apta para fomentar las rivalidades deportivas y competencia deseada. 
Aunque desde 1991 ya existía la Unión Centroamericana de Fútbol (UNCAF), esta se dedicó por varios años apenas a la construcción y formalización del torneo del área a nivel de selecciones, así que, con aval de la misma, pero sin la organización de ella, las federaciones crearon el torneo de "Los Grandes de Centroamérica", este sería por invitación y entrarían únicamente los clubes más ganadores y arraigados de esta parte de Concacaf, para ello se tomaría en cuenta la cantidad de aficionados, títulos y pergaminos a nivel centroamericano.
De esta manera todo quedó listo para que la primera edición se disputara en 1996 con equipos de El Salvador, Guatemala, Honduras y Costa Rica; sin embargo, los tropiezos empezaron muy temprano. Motagua y Olimpia, los clubes catrachos se retiraron sin jugar un día antes de arrancar, el Alianza de El Salvador tomó la misma decisión mientras que el FAS también de El Salvador alcanzó a jugar un par de duelos antes de irse también, así que lo debían ser ocho terminaron con cuatro, una cuadrangular entre Municipal y Comunicaciones de Guatemala y Alajuelense y Saprissa de Costa Rica.
La primera y segunda edición (1997) de Los Grandes de Centroamérica tuvieron juegos peculiares ya que si había empates, harían una tanda de penales y el ganador se le otorgaba un punto extra. Este formato terminó con apenas tres ediciones disputadas, la última fue en 1998 y Costa Rica contó con la participación del Herediano en lugar de Alajuelense, ya que lamentablemente como sucedió con la Fraternidad Centroamericana, los calendarios era ajustados y a mitad del camino los equipos no se ponían de acuerdo con las fechas, al no tener una organización propiamente detrás del torneo, los mismos equipos decidían las fechas para jugar y esto evidentemente dificultaba los intereses de los involucrados. 

### Copa Interclubes
La Uncaf organizaba el sector regional del certamen de Copa de Campeones, que tenía una fase de Caribe y otra de Centroamérica que luego se unían a los norteamericanos en una fase final en Estados Unidos de América, con ese panorama, la Uncaf tomó el control y decidió establecer un nuevo campeonato regional a partir de 1999 que sirviera para dar a un monarca y al mismo tiempo, clasificar a equipos a la ronda final de Copa de Campeones de la Concacaf hasta la edición de 2008.

## Historial
| Temporada | Campeón                  | Resultado          | Subcampeón               | Tercer lugar           | Cuarto lugar             |
| --------- | ------------------------ | ------------------ | ------------------------ | ---------------------- | ------------------------ |
| 1999      | Olimpia Honduras         | Cuadrangular final | Alajuelense Costa Rica   | Saprissa Costa Rica    | Comunicaciones Guatemala |
| 2000      | Olimpia Honduras         | Cuadrangular final | Alajuelense Costa Rica   | Real España Honduras   | Municipal Guatemala      |
| 2001      | Municipal Guatemala      | Cuadrangular final | Saprissa Costa Rica      | Olimpia Honduras       | Comunicaciones Guatemala |
| 2002      | Alajuelense Costa Rica   | Cuadrangular final | Árabe Unido Panamá       | Motagua Honduras       | Comunicaciones Guatemala |
| 2003      | Saprissa Costa Rica      | 3:2                | Comunicaciones Guatemala | Alajuelense Costa Rica | Municipal Guatemala      |
| 2004      | Municipal Guatemala      | Cuadrangular final | Saprissa Costa Rica      | Olimpia Honduras       | FAS El Salvador          |
| 2005      | Alajuelense Costa Rica   | 1:0 0:1 (3:1 pen.) | Olimpia Honduras         | Saprissa Costa Rica    | Pérez Zeledón Costa Rica |
| 2006      | Puntarenas FC Costa Rica | 3:2 0:1 (4:2 pen.) | Olimpia Honduras         | Marquense Guatemala    | Victoria Honduras        |
| 2007      | Motagua Honduras         | 1:1 1:0            | Saprissa Costa Rica      | Municipal Guatemala    | Alajuelense Costa Rica   |

## Palmarés

### Títulos por equipo
| Equipo         | Títulos | Subtítulos | Años campeón | Años subcampeón  |
| -------------- | ------- | ---------- | ------------ | ---------------- |
| Alajuelense    | 2       | 2          | 2002, 2005   | 1999, 2000       |
| Olimpia        | 2       | 2          | 1999, 2000   | 2005, 2006       |
| Municipal      | 2       | -          | 2001, 2004   | 0                |
| Saprissa       | 1       | 3          | 2003         | 2001, 2004, 2007 |
| Motagua        | 1       | 0          | 2007         | -                |
| Puntarenas     | 1       | 0          | 2006         | -                |
| Comunicaciones | 0       | 1          | -            | 2003             |
| Árabe Unido    | 0       | 1          | -            | 2002             |

### Títulos por país
| País       | Títulos | Subtítulos | Clubes campeones                                                   |
| ---------- | ------- | ---------- | ------------------------------------------------------------------ |
| Costa Rica | 4       | 5          | Deportivo Saprissa (1), L.D. Alajuelense (2) y Puntarenas F.C. (1) |
| Honduras   | 3       | 2          | C.D. Olimpia (1)                                                   |
| Guatemala  | 2       | 1          | C.S.D. Municipal (2)                                               |
| Panamá     | -       | 1          |                                                                    |

## Tabla histórica de goleadores

### Goleadores por edición
| Año  | Jugador                                          | Equipo                   | Goles |
| ---- | ------------------------------------------------ | ------------------------ | ----- |
| 1999 | Wilmer Velásquez Celio Rodríguez                 | Olimpia Luis Ángel Firpo | 5     |
| 2000 | Jairo Cadena                                     | Árabe Unido              | 6     |
| 2001 | Juan Carlos Plata                                | Municipal                | 6     |
| 2002 | Alejandro de la Cruz Williams Reyes Steven Bryce | FAS Alajuelense          | 4     |
| 2003 | Víctor Núñez                                     | Alajuelense              | 4     |
| 2004 | Luciano Emílio                                   | Olimpia                  | 4     |
| 2005 | Luciano Emílio                                   | Olimpia                  | 4     |
| 2006 | Luciano Emílio                                   | Olimpia                  | 7     |
| 2007 | Josimar Nascimiento                              | Motagua                  | 4     |

## Estadísticas

### Clubes
- Mayor cantidad de participaciones:  Deportivo Saprissa con 11
- Mayor cantidad de partidos jugados:  Deportivo Saprissa con 73
- Mayor cantidad de partidos ganados:  Deportivo Saprissa con 36

- Mayor cantidad de goles convertidos:  Deportivo Saprissa con 113
- Mayor cantidad de goles convertidos en una edición:  Árabe Unido con 24 en 2002
- Mayor cantidad de goles encajados en una edición:  CD Jalapa con 40 en 2002

### Goles
- Goleador histórico de la Copa Interclubes de la Uncaf:  Luciano Emílio con 15 anotaciones en 3 torneos.
- Mayores goleadas. Los 10 marcadores más abultados en un solo partido son.

-  Árabe Unido 19-0  Jalapa (2002)
-  FAS 17-0  Jalapa (2002)
-  Alajuelense 10-0  Boca Juniors (2003)
-  Municipal 8-0  Wagiya (2006)
-  Real Estelí 0-8  Real España (1999)
-  Alajuelense 7-0  Acros (1999)
-  FAS 7-0  Diriangén (2004)
-  Municipal 7-0  Plaza Amador (2001)
- Mayor cantidad de goles en un empate:

-  Municipal Puntarenas 4-4  Universidad de El Salvador en 1972
- Eliminatoria con más goles.  Alajuelense 15-0  Boca Juniors (0-5 y 10-0) en 2003

### Final
- Mayor número de finales ganadas:  Deportivo Saprissa con 4

- Definición por penales. En dos ocasiones, los finalistas han llegado a disputar la tanda de penales para definir el campeón:

-  Alajuelense 1:0; 0:1 (3:1 pen.)  Olimpia en 2005.
-  Puntarenas 3:2; 0:1 (4:2 pen.)  Olimpia en 2006.

### Títulos
- Mayor número de títulos ganados consecutivamente: Dos,  CD Olimpia.

## Hechos relevantes
- Mejor equipo debutante: La mejor actuación de un equipo debutante fue la del Puntarenas FC. El club se fundó en 2004, ganó la edición de 2006, y en la siguiente edición que participó por segunda vez en 2007, llegó a los cuartos de final.
- Campeones debutantes:

-  Puntarenas en 2006
- Bicampeones:

-  Olimpia (1999-2000)
- Campeón invicto:

-  Saprissa en 2003
-  Olimpia en 1999
-  Municipal en 2001
-  Alajuelense en 2002
-  Motagua en 2007

## Entrenadores campeones
El uruguayo Julio González Montemurro llevó al Olimpia a ganar el bicampeonato en 1999 y 2000.
| Año  | Entrenador                | Equipo      |
| ---- | ------------------------- | ----------- |
| 1999 | Julio González Montemurro | Olimpia     |
| 2000 | Julio González Montemurro | Olimpia     |
| 2001 | Ever Hugo Almeida         | Municipal   |
| 2002 | Jorge Luis Pinto          | Alajuelense |
| 2003 | Hernán Medford            | Saprissa    |
| 2004 | Enzo Trossero             | Municipal   |
| 2005 | Javier Delgado            | Alajuelense |
| 2006 | Luis Diego Arnáez         | Puntarenas  |
| 2007 | Ramón Maradiaga           | Motagua     |

## Tabla histórica
La clasificación histórica de la Copa Fraternidad Centroamericana / Torneo Grandes de Centroamérica / Copa Interclubes Uncaf es un resumen de estadísticas del torneo unificando los 3 formatos o competiciones desde su creación en 1971 hasta su última edición en 2007.
La misma se muestra a continuación en forma de tabla con los equipos que han participado en este torneo (algunos lo hicieron con otro nombre), las temporadas disputadas, puntos obtenidos, partidos ganados, etc. Vale aclarar que:

- Antes de 1996, por cada victoria se otorgaba 2 puntos.
- Entre 1996 y 1998, si había un empate, los equipos hacían una tanda de penaltis y el ganador se le otorgaba un punto extra.
- Se incluyen partidos preliminares o fases previas.
- Si un equipo gana por w/o, no se otorga puntos, a menos si la Uncaf declaró el marcador final.

| Tabla histórica de la Copa Interclubes de la Uncaf | Tabla histórica de la Copa Interclubes de la Uncaf | Tabla histórica de la Copa Interclubes de la Uncaf | Tabla histórica de la Copa Interclubes de la Uncaf | Tabla histórica de la Copa Interclubes de la Uncaf | Tabla histórica de la Copa Interclubes de la Uncaf | Tabla histórica de la Copa Interclubes de la Uncaf | Tabla histórica de la Copa Interclubes de la Uncaf | Tabla histórica de la Copa Interclubes de la Uncaf | Tabla histórica de la Copa Interclubes de la Uncaf | Tabla histórica de la Copa Interclubes de la Uncaf | Tabla histórica de la Copa Interclubes de la Uncaf | Tabla histórica de la Copa Interclubes de la Uncaf | Tabla histórica de la Copa Interclubes de la Uncaf |
| #                                                  | Club                                               | País                                               | Part.                                              | Títulos                                            | Subtítulos                                         | PJ                                                 | PG                                                 | PE                                                 | PP                                                 | GF                                                 | GC                                                 | Dif.                                               | Puntos                                             |
| -------------------------------------------------- | -------------------------------------------------- | -------------------------------------------------- | -------------------------------------------------- | -------------------------------------------------- | -------------------------------------------------- | -------------------------------------------------- | -------------------------------------------------- | -------------------------------------------------- | -------------------------------------------------- | -------------------------------------------------- | -------------------------------------------------- | -------------------------------------------------- | -------------------------------------------------- |
| 1°                                                 | Deportivo Saprissa                                 | Costa Rica                                         | 20                                                 | 5                                                  | 7                                                  | 162                                                | 73                                                 | 53                                                 | 36                                                 | 239                                                | 159                                                | +80                                                | 240                                                |
| 2°                                                 | C. S. D. Municipal                                 | Guatemala                                          | 19                                                 | 4                                                  | 1                                                  | 137                                                | 57                                                 | 37                                                 | 43                                                 | 194                                                | 148                                                | +46                                                | 182                                                |
| 3°                                                 | L. D. Alajuelense                                  | Costa Rica                                         | 12                                                 | 3                                                  | 2                                                  | 90                                                 | 48                                                 | 24                                                 | 18                                                 | 167                                                | 89                                                 | +78                                                | 163                                                |
| 4°                                                 | Comunicaciones F. C.                               | Guatemala                                          | 20                                                 | 2                                                  | 3                                                  | 134                                                | 49                                                 | 43                                                 | 42                                                 | 192                                                | 166                                                | +26                                                | 157                                                |
| 5°                                                 | C. D. Olimpia                                      | Honduras                                           | 12                                                 | 2                                                  | 3                                                  | 82                                                 | 38                                                 | 23                                                 | 20                                                 | 124                                                | 68                                                 | +56                                                | 135                                                |
| 6°                                                 | Aurora F. C.                                       | Guatemala                                          | 9                                                  | 2                                                  | 3                                                  | 88                                                 | 38                                                 | 26                                                 | 24                                                 | 140                                                | 101                                                | +39                                                | 107                                                |
| 7°                                                 | Alianza F. C.                                      | El Salvador                                        | 11                                                 | 1                                                  | 1                                                  | 82                                                 | 22                                                 | 26                                                 | 34                                                 | 94                                                 | 108                                                | -14                                                | 80                                                 |
| 8°                                                 | C. D. Águila                                       | El Salvador                                        | 10                                                 |                                                    | 1                                                  | 71                                                 | 24                                                 | 16                                                 | 31                                                 | 86                                                 | 112                                                | -26                                                | 71                                                 |
| 9°                                                 | Real C. D. España                                  | Honduras                                           | 7                                                  | 2                                                  | 1                                                  | 47                                                 | 21                                                 | 14                                                 | 11                                                 | 62                                                 | 45                                                 | +17                                                | 69                                                 |
| 10°                                                | C. D. FAS                                          | El Salvador                                        | 9                                                  |                                                    |                                                    | 47                                                 | 20                                                 | 12                                                 | 15                                                 | 84                                                 | 47                                                 | +37                                                | 64                                                 |
| 11°                                                | F. C. Motagua                                      | Honduras                                           | 7                                                  | 1                                                  |                                                    | 46                                                 | 14                                                 | 19                                                 | 13                                                 | 50                                                 | 54                                                 | -4                                                 | 59                                                 |
| 12°                                                | C. S. Herediano                                    | Costa Rica                                         | 7                                                  |                                                    |                                                    | 42                                                 | 19                                                 | 12                                                 | 11                                                 | 65                                                 | 45                                                 | +20                                                | 56                                                 |
| 13°                                                | C. D. Atlético Marte                               | El Salvador                                        | 6                                                  |                                                    |                                                    | 35                                                 | 10                                                 | 10                                                 | 15                                                 | 43                                                 | 45                                                 | -2                                                 | 30                                                 |
| 14°                                                | C. D. Árabe Unido                                  | Panamá                                             | 4                                                  |                                                    | 1                                                  | 18                                                 | 7                                                  | 3                                                  | 8                                                  | 39                                                 | 32                                                 | +7                                                 | 24                                                 |
| 15°                                                | C. D. Marathón                                     | Honduras                                           | 7                                                  |                                                    |                                                    | 22                                                 | 7                                                  | 6                                                  | 9                                                  | 32                                                 | 25                                                 | +7                                                 | 24                                                 |
| 16°                                                | Puntarenas F. C.                                   | Costa Rica                                         | 2                                                  | 1                                                  |                                                    | 12                                                 | 6                                                  | 4                                                  | 2                                                  | 21                                                 | 7                                                  | +14                                                | 22                                                 |
| 17°                                                | C. D. Platense                                     | El Salvador                                        | 2                                                  | 1                                                  |                                                    | 22                                                 | 7                                                  | 7                                                  | 8                                                  | 24                                                 | 32                                                 | -8                                                 | 21                                                 |
| 18°                                                | C. S. Cartaginés                                   | Costa Rica                                         | 3                                                  |                                                    | 1                                                  | 28                                                 | 4                                                  | 12                                                 | 12                                                 | 18                                                 | 30                                                 | -12                                                | 20                                                 |
| 19°                                                | Broncos                                            | Honduras                                           | 2                                                  | 1                                                  |                                                    | 18                                                 | 7                                                  | 5                                                  | 6                                                  | 18                                                 | 19                                                 | -1                                                 | 19                                                 |
| 20°                                                | Deportivo Cementos Novella                         | Guatemala                                          | 2                                                  |                                                    |                                                    | 20                                                 | 7                                                  | 5                                                  | 8                                                  | 27                                                 | 30                                                 | -3                                                 | 19                                                 |
| 21°                                                | C. D. Juventud Olímpica                            | El Salvador                                        | 4                                                  |                                                    |                                                    | 32                                                 | 7                                                  | 5                                                  | 20                                                 | 26                                                 | 50                                                 | -24                                                | 19                                                 |
| 22°                                                | A. D. Barrio México                                | Costa Rica                                         | 2                                                  |                                                    |                                                    | 14                                                 | 5                                                  | 5                                                  | 4                                                  | 16                                                 | 16                                                 | 0                                                  | 15                                                 |
| 23°                                                | A. D. Municipal Pérez Zeledón                      | Costa Rica                                         | 1                                                  |                                                    |                                                    | 8                                                  | 4                                                  | 2                                                  | 2                                                  | 12                                                 | 8                                                  | +4                                                 | 14                                                 |
| 24°                                                | C. D. Marquense                                    | Guatemala                                          | 1                                                  |                                                    |                                                    | 8                                                  | 3                                                  | 4                                                  | 1                                                  | 9                                                  | 4                                                  | +5                                                 | 13                                                 |
| 25°                                                | C. D. Universidad de El Salvador                   | El Salvador                                        | 1                                                  |                                                    |                                                    | 11                                                 | 4                                                  | 5                                                  | 2                                                  | 17                                                 | 15                                                 | +2                                                 | 13                                                 |
| 26°                                                | C. S. D. Xelajú Mario Camposeco                    | Guatemala                                          | 3                                                  |                                                    |                                                    | 12                                                 | 3                                                  | 6                                                  | 3                                                  | 10                                                 | 8                                                  | +2                                                 | 13                                                 |
| 27°                                                | C. D. Luis Ángel Firpo                             | El Salvador                                        | 2                                                  |                                                    |                                                    | 11                                                 | 3                                                  | 4                                                  | 4                                                  | 15                                                 | 20                                                 | -5                                                 | 13                                                 |
| 28°                                                | C. D. Santiagueño                                  | El Salvador                                        | 3                                                  |                                                    |                                                    | 14                                                 | 4                                                  | 4                                                  | 6                                                  | 25                                                 | 27                                                 | -2                                                 | 12                                                 |
| 29°                                                | C. D. Cobán Imperial                               | Guatemala                                          | 3                                                  |                                                    |                                                    | 14                                                 | 4                                                  | 3                                                  | 7                                                  | 15                                                 | 22                                                 | -7                                                 | 12                                                 |
| 30°                                                | C. D. Victoria                                     | Honduras                                           | 2                                                  |                                                    |                                                    | 10                                                 | 3                                                  | 2                                                  | 5                                                  | 10                                                 | 14                                                 | -4                                                 | 11                                                 |
| 31°                                                | C. S. D. Suchitepéquez                             | Guatemala                                          | 4                                                  |                                                    |                                                    | 12                                                 | 3                                                  | 4                                                  | 5                                                  | 17                                                 | 23                                                 | -6                                                 | 11                                                 |
| 32°                                                | A.D. Panamá Viejo                                  | Panamá                                             | 1                                                  |                                                    |                                                    | 7                                                  | 3                                                  | 0                                                  | 4                                                  | 6                                                  | 20                                                 | -14                                                | 9                                                  |
| 33°                                                | C. D. S. Vida                                      | Honduras                                           | 2                                                  |                                                    |                                                    | 8                                                  | 3                                                  | 2                                                  | 3                                                  | 7                                                  | 8                                                  | -1                                                 | 8                                                  |
| 34°                                                | San Francisco F. C.                                | Panamá                                             | 4                                                  |                                                    |                                                    | 11                                                 | 2                                                  | 2                                                  | 7                                                  | 5                                                  | 15                                                 | -10                                                | 8                                                  |
| 35°                                                | A. D. Municipal Puntarenas                         | Costa Rica                                         | 1                                                  |                                                    |                                                    | 10                                                 | 2                                                  | 3                                                  | 5                                                  | 17                                                 | 26                                                 | -9                                                 | 7                                                  |
| 36°                                                | Tauro F. C.                                        | Panamá                                             | 4                                                  |                                                    |                                                    | 10                                                 | 2                                                  | 1                                                  | 7                                                  | 7                                                  | 19                                                 | -12                                                | 7                                                  |
| 37°                                                | Once Deportivo F. C.                               | El Salvador                                        | 3                                                  |                                                    |                                                    | 16                                                 | 2                                                  | 3                                                  | 11                                                 | 18                                                 | 37                                                 | -19                                                | 7                                                  |
| 38°                                                | A. D. Santos de Guápiles                           | Costa Rica                                         | 1                                                  |                                                    |                                                    | 3                                                  | 2                                                  | 0                                                  | 1                                                  | 4                                                  | 4                                                  | 0                                                  | 6                                                  |
| 39°                                                | C. D. Walter Ferretti                              | Nicaragua                                          | 1                                                  |                                                    |                                                    | 3                                                  | 2                                                  | 0                                                  | 1                                                  | 3                                                  | 9                                                  | -6                                                 | 6                                                  |
| 40°                                                | Suga Boys Juventus OW F. C.                        | Belice                                             | 1                                                  |                                                    |                                                    | 7                                                  | 1                                                  | 2                                                  | 4                                                  | 5                                                  | 11                                                 | -6                                                 | 5                                                  |
| 41°                                                | Real Estelí F. C.                                  | Nicaragua                                          | 5                                                  |                                                    |                                                    | 15                                                 | 0                                                  | 4                                                  | 11                                                 | 12                                                 | 35                                                 | -23                                                | 4                                                  |
| 42°                                                | C. D. Plaza Amador                                 | Panamá                                             | 3                                                  |                                                    |                                                    | 9                                                  | 1                                                  | 1                                                  | 7                                                  | 7                                                  | 32                                                 | -25                                                | 4                                                  |
| 43°                                                | Deportivo Tiquisate                                | Guatemala                                          | 1                                                  |                                                    |                                                    | 2                                                  | 1                                                  | 1                                                  | 0                                                  | 2                                                  | 1                                                  | +1                                                 | 3                                                  |
| 44°                                                | Revolutionary Conquerors F. C.                     | Belice                                             | 1                                                  |                                                    |                                                    | 2                                                  | 1                                                  | 0                                                  | 1                                                  | 3                                                  | 3                                                  | 0                                                  | 3                                                  |
| 45°                                                | C. S. D. Juventud Retalteca                        | Guatemala                                          | 1                                                  |                                                    |                                                    | 2                                                  | 1                                                  | 0                                                  | 1                                                  | 2                                                  | 3                                                  | -1                                                 | 2                                                  |
| 46°                                                | San Salvador F. C.                                 | El Salvador                                        | 1                                                  |                                                    |                                                    | 3                                                  | 0                                                  | 2                                                  | 1                                                  | 3                                                  | 6                                                  | -3                                                 | 2                                                  |
| 47°                                                | Sagitún F. C.                                      | Belice                                             | 1                                                  |                                                    |                                                    | 4                                                  | 0                                                  | 2                                                  | 2                                                  | 5                                                  | 9                                                  | -4                                                 | 2                                                  |
| 48°                                                | Diriangén F. C.                                    | Nicaragua                                          | 4                                                  |                                                    |                                                    | 9                                                  | 0                                                  | 2                                                  | 7                                                  | 5                                                  | 26                                                 | -21                                                | 2                                                  |
| 49°                                                | Club Pumas de la UNAH                              | Honduras                                           | 1                                                  |                                                    |                                                    | 2                                                  | 0                                                  | 1                                                  | 1                                                  | 2                                                  | 3                                                  | -1                                                 | 1                                                  |
| 50°                                                | C. D. Atlético Morazán                             | Honduras                                           | 1                                                  |                                                    |                                                    | 2                                                  | 0                                                  | 1                                                  | 1                                                  | 2                                                  | 3                                                  | -1                                                 | 1                                                  |
| 51°                                                | C. D. Once Lobos                                   | El Salvador                                        | 1                                                  |                                                    |                                                    | 2                                                  | 0                                                  | 1                                                  | 1                                                  | 0                                                  | 1                                                  | -1                                                 | 1                                                  |
| 52°                                                | C. S. Independiente                                | El Salvador                                        | 2                                                  |                                                    |                                                    | 4                                                  | 0                                                  | 1                                                  | 3                                                  | 2                                                  | 5                                                  | -2                                                 | 1                                                  |
| 53°                                                | Kulture Yabra F. C.                                | Belice                                             | 1                                                  |                                                    |                                                    | 2                                                  | 0                                                  | 1                                                  | 1                                                  | 2                                                  | 5                                                  | -3                                                 | 1                                                  |
| 54°                                                | F. C. Belize                                       | Belice                                             | 1                                                  |                                                    |                                                    | 2                                                  | 0                                                  | 1                                                  | 1                                                  | 0                                                  | 3                                                  | -3                                                 | 1                                                  |
| 55°                                                | A. D. Isidro Metapán                               | El Salvador                                        | 1                                                  |                                                    |                                                    | 2                                                  | 0                                                  | 1                                                  | 1                                                  | 0                                                  | 3                                                  | -3                                                 | 1                                                  |
| 56°                                                | Verdes F. C.                                       | Belice                                             | 1                                                  |                                                    |                                                    | 2                                                  | 0                                                  | 1                                                  | 1                                                  | 1                                                  | 6                                                  | -5                                                 | 1                                                  |
| 57°                                                | C. D. Vista Hermosa                                | El Salvador                                        | 1                                                  |                                                    |                                                    | 2                                                  | 0                                                  | 0                                                  | 2                                                  | 1                                                  | 3                                                  | -2                                                 | 0                                                  |
| 58°                                                | Eagles F. C.                                       | Belice                                             | 1                                                  |                                                    |                                                    | 2                                                  | 0                                                  | 0                                                  | 2                                                  | 0                                                  | 4                                                  | -4                                                 | 0                                                  |
| 59°                                                | Real Madriz F. C.                                  | Nicaragua                                          | 1                                                  |                                                    |                                                    | 2                                                  | 0                                                  | 0                                                  | 2                                                  | 0                                                  | 8                                                  | -8                                                 | 0                                                  |
| 60°                                                | Nizhee Corozal F. C.                               | Belice                                             | 1                                                  |                                                    |                                                    | 4                                                  | 0                                                  | 0                                                  | 4                                                  | 1                                                  | 10                                                 | -9                                                 | 0                                                  |
| 61°                                                | Placencia Pirates F. C.                            | Belice                                             | 1                                                  |                                                    |                                                    | 2                                                  | 0                                                  | 0                                                  | 2                                                  | 1                                                  | 10                                                 | -9                                                 | 0                                                  |
| 62°                                                | Wagiya F. C.                                       | Belice                                             | 1                                                  |                                                    |                                                    | 2                                                  | 0                                                  | 0                                                  | 2                                                  | 0                                                  | 10                                                 | -10                                                | 0                                                  |
| 63°                                                | F. C. San Marcos                                   | Nicaragua                                          | 1                                                  |                                                    |                                                    | 3                                                  | 0                                                  | 0                                                  | 3                                                  | 0                                                  | 12                                                 | -12                                                | 0                                                  |
| 64°                                                | Boca Juniors F. C.                                 | Belice                                             | 2                                                  |                                                    |                                                    | 4                                                  | 0                                                  | 0                                                  | 4                                                  | 0                                                  | 21                                                 | -21                                                | 0                                                  |
| 65°                                                | Acros F. C.                                        | Belice                                             | 1                                                  |                                                    |                                                    | 9                                                  | 0                                                  | 0                                                  | 9                                                  | 3                                                  | 26                                                 | -23                                                | 0                                                  |
| 66°                                                | C. D. Jalapa                                       | Nicaragua                                          | 1                                                  |                                                    |                                                    | 3                                                  | 0                                                  | 0                                                  | 3                                                  | 1                                                  | 40                                                 | -39                                                | 0                                                  |